# Synanthedon geranii
Synanthedon geranii is een vlinder uit de familie wespvlinders (Sesiidae), onderfamilie Sesiinae.
Synanthedon geranii is voor het eerst wetenschappelijk beschreven door Kallies in 1997. De soort komt voor in het Palearctisch gebied.